# Cerámica de Delft

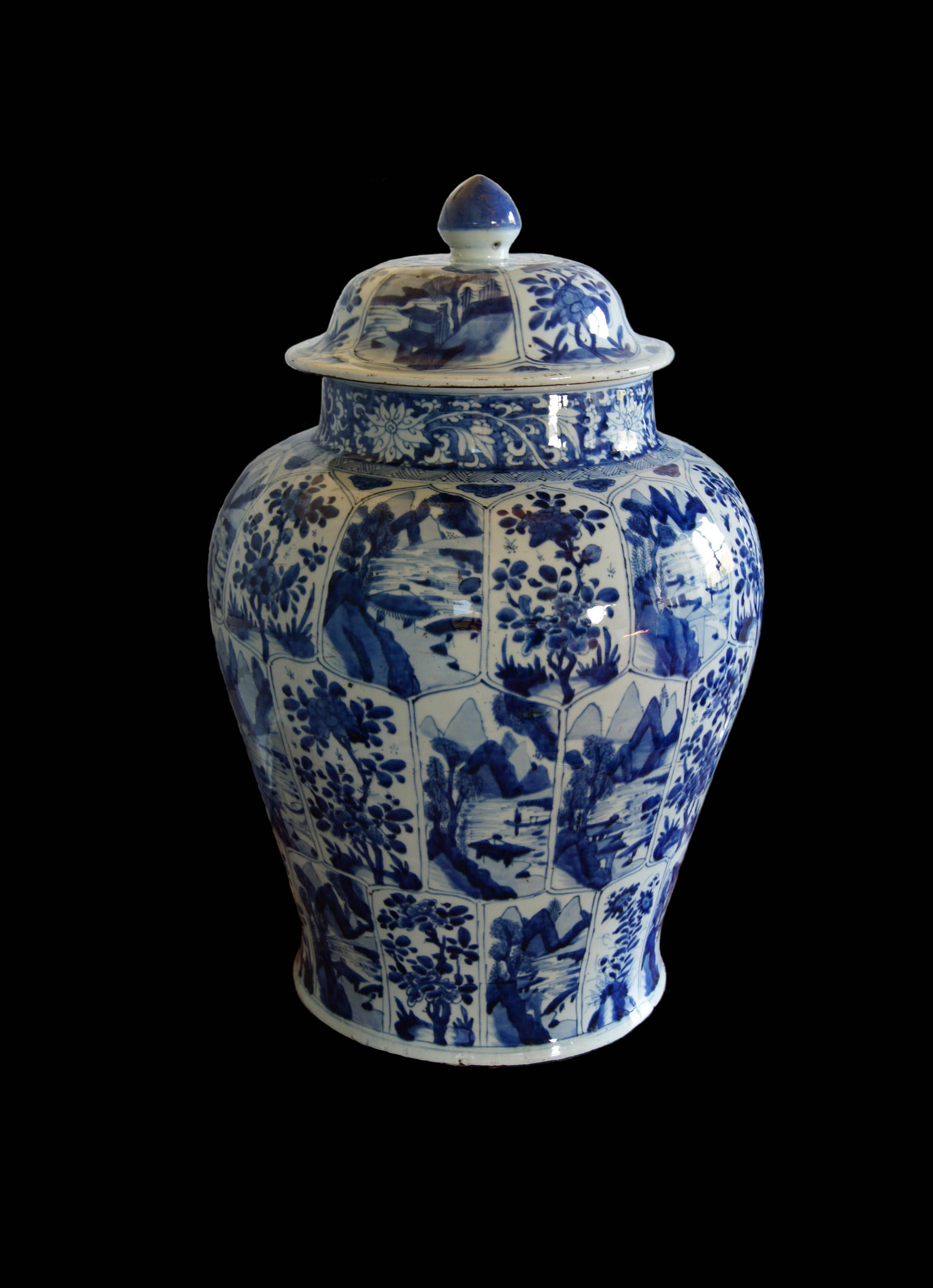
Jarrón de Delft,, Palacio de Vaux-le-Vicomte, Francia.

La cerámica de Delft es un tipo de alfarería desarrollado desde finales del siglo XVI en la ciudad Delft, en los Países Bajos. Se hizo muy popular por la calidad del esmalte cerámico y el refinamiento de sus decoraciones pintadas. El esmalte blanco de estaño utilizado permitió a los ceramistas neerlandeses acercarse a la calidad y el aspecto de la porcelana china, muy valorada en el país e introducida por la Compañía Neerlandesa de las Indias Orientales.
La cerámica de Delft incluye piezas singulares, además de una importante producción de platos, jarrones y azulejería de paramentos y el típico azulejo figurativo holandés.

## Historia

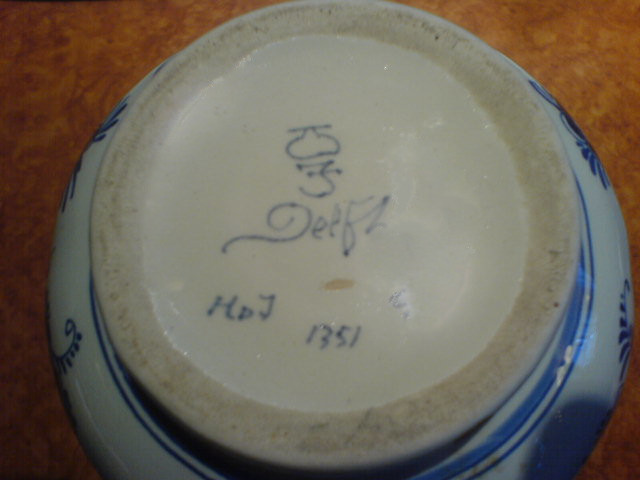
Marca de fábrica del año 1959 en la base de una pieza.

Alfareros de mayólica italianos se instalaron en Amberes al inicio del siglo XVI. La destrucción de la ciudad por las tropas de Felipe II en 1576, conocida como la Furia Española, los llevó a abandonar la ciudad, y muchos de ellos se establecieron en Delft.
A comienzos del siglo XVII, el siglo de oro de los Países Bajos permitió a la Compañía Neerlandesa de las Indias Orientales aumentar su comercio con China y la importación de la porcelana como artículo de lujo solo al alcance de las clases más adineradas neerlandesas. En busca de un producto más accesible, los ceramistas de Delft desarrollaron una floreciente industria de loza fina capaz de hacerle la competencia a los objetos importados.  La variada producción de vajillas, jarrones, azulejos y baldosas, y la decoración de las piezas con figuras y ambientes típicos del paisaje holandés llegarían a rebasar la geografía flamenca e imponerse en otros países con importante cultura azulejera como Portugal.
En la ciudad de Delft se encuentra el Museo Lambert Van Meerten dedicado en exclusiva a su cerámica, y dentro del complejo de la Casa Museo del Príncipe.

### Series de azulejería
La poderosa expansión comercial de la cerámica holandesa contribuyó a que productos originados en Italia, España o Portugal, trascendieran y evolucionasen como capítulos monográficos en la historia de la industria azulejera. Ello llevaría a conocerse como azulejo de tipo Delft series de losetas como el azulejo de tema único, el azulejo de oficios o el de figura suelta (también llamado azulejo figurativo holandés), con una importante repercusión en el uso del azulejo como recurso arquitectónico y decorativo entre los siglos XVII y XIX.

### Delfts Blauw
Las piezas modernas se identifican con la marca escrita: «Delfts Blauw» ('azul de Delft' en idioma neerlandés) que se suele observar en la parte inferior de las piezas. Esta marca «Delfts Blauw» ha formado parte de la decoración de las colas de algunos aviones de la compañía aérea British Airways.

## Tipología

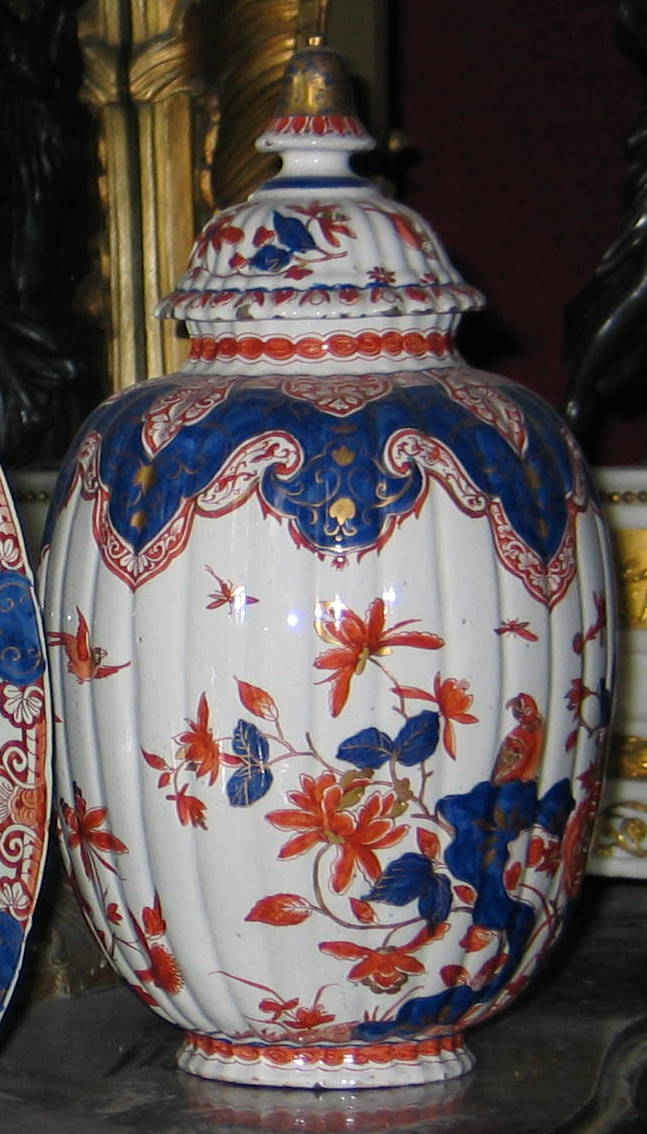
Jarrón fabricado por De Griekse A, (ca. 1710) imitando la porcelana de Imari. Museo Geelvinck-Hinlopen.
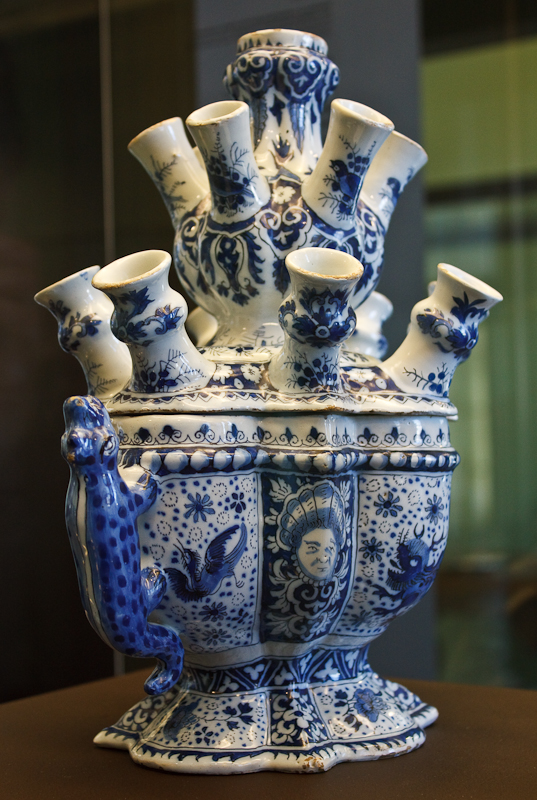
Tulipanero, Museum Boijmans Van Beuningen.
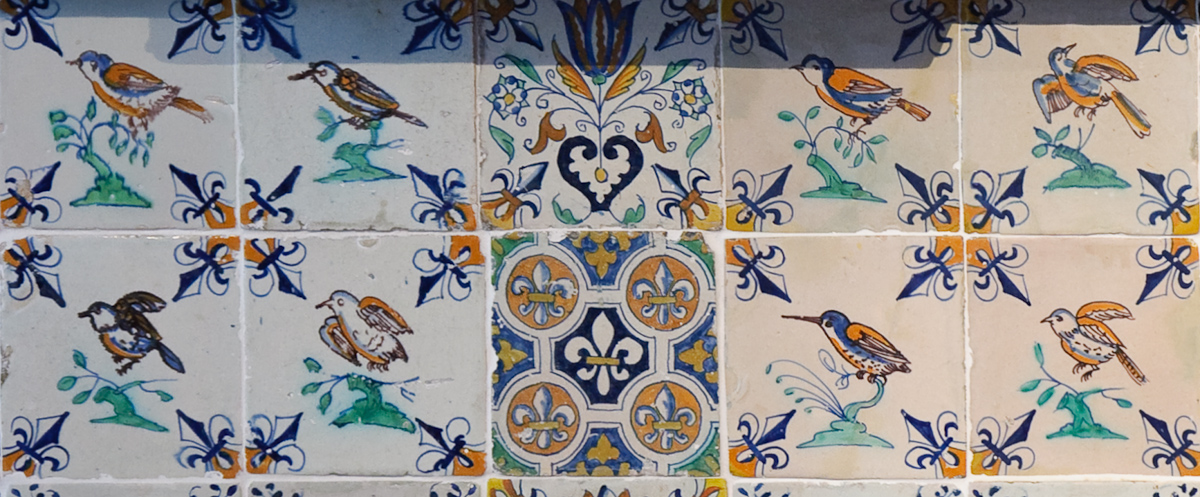
Museo de la Frisia, Leeuwarden.
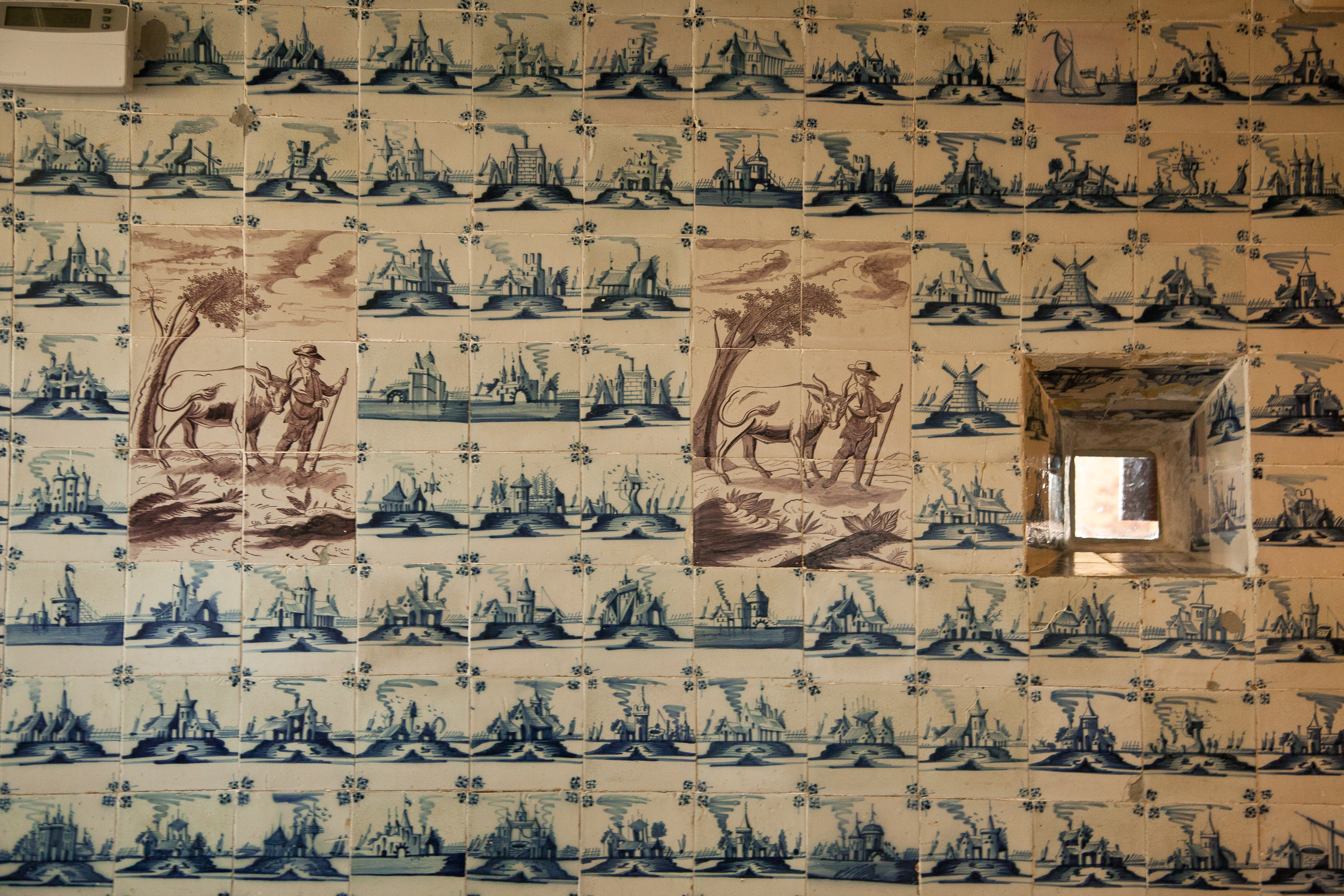
Interior de casa, Hoogland, cerca de Utrecht.